# Nadezhda Shuvayeva
Nadezhda Aleksandrovna Shuvayeva  (nacida el 9 de septiembre de 1952 en Barnaul, Unión Soviética) es una exjugadora de baloncesto rusa. Consiguió 10 medallas en competiciones oficiales con la URSS.